# ماریو اوتازو
ماریو نیکولاس اوتازو ورا (زادهٔ ۵ ژوئیهٔ ۱۹۹۶) بازیکن فوتبال اهل پاراگوئه است که در پست هافبک برای چادرملو بازی می‌کند.

## دوران باشگاهی
اوتازو دوران حرفه‌ای خود را در سال ۲۰۱۸ با فولخنسیو یگروس آغاز کرد. او سپس به گوارانی پیوست و در ادامه مدتی برای جنرال دیاز بازی کرد.
در سال ۲۰۲۴ او به دانشگاه فنی کچمارکا در پرو پیوست تا در لیگ ۱ فوتبال پرو ۲۰۲۴ بازی کند. او ۱۸ بازی برای تیم انجام داد و گلی به ثمر نرساند.
در سال ۲۰۲۵ او به چادرملو در لیگ برتر فوتبال ایران پیوست.